# Француска на Светском првенству у атлетици у дворани 2016.
Француска је учествовала на Светском првенству у атлетици у дворани 2016. одржаном у Портланду (САД) од 17. до 20. марта шеснаести пут, односно  учествовала на свим првенствима до данас. Репрезентацију Француске представљало је 9 такмичара (7 мушкарца и 2 жене), који су се такмичили у 7 (5 мушких и 2 женске) дисциплина.,
На овом првенству Француска је по броју освојених медаља заузела 3 место са 4 освојене медаље (1 златна, 1 сребрна и 2 бронзане). Поред тога оборен је 1 рекорд светских првенстава и остварена су 3 најбоља резултата сезоне. У табели успешности према броју и пласману такмичара који су учествовали у финалним такмичењима (првих 8 такмичара) Француска је са 6 учесника у финалу заузела 6 место са 30 бодова.
| Плас. | Земља     | 1. место | 2. место | 3. место | 4. место | 5. место | 6. место | 7. место | 8. место | Бр. финал. | Бод. |
| ----- | --------- | -------- | -------- | -------- | -------- | -------- | -------- | -------- | -------- | ---------- | ---- |
| 6.    | Француска | 1        | 1        | 2        | 0        | 0        | 0        | 1        | 1        | 6          | 30   |

## Учесници
| Мушкарци: - Димитри Баску — 60 м препоне - Паскал Мартино-Лагард — 60 м препоне - Жером Клавије — Скок мотком - Рено Лавилени — Скок мотком - Кафетјен Гоми — Скок удаљ - Бенжамен Кампаоре — Троскок - Жереми Лијевр — Седмобој | Жене: - Карол Захи — 60 м - Џенин Асани Исоуф — Троскок |  |

## Освајачи медаља (4)

### Злато (1)
- Рено Лавијени — Скок мотком

### Сребро (1)
- Паскал Мартино-Лагард — 60 м препоне

### Бронза (2)
- Димитри Баску — 60 м препоне
- Бенжамен Кампаоре — Троскок

## Резултати

### Мушкарци
| Атлетичар             | Дисциплина   | Лични рекорд | Квалификације | Квалификације | Полуфинале | Полуфинале | Финале   | Финале    | Детаљи |
| Атлетичар             | Дисциплина   | Лични рекорд | Резултат      | Место         | Резултат   | Место      | Резултат | Место     | Детаљи |
| --------------------- | ------------ | ------------ | ------------- | ------------- | ---------- | ---------- | -------- | --------- | ------ |
| Димитри Баску         | 60 м препоне | 7,41 НР      | 7,58 КВ       | 1. у гр. 3    | 7,63 КВ    | 2. у гр. 2 | 7,48     |           |        |
| Паскал Мартино-Лагард | 60 м препоне | 7,45         | 7,48 КВ       | 1. у гр. 4    | 7,52 КВ    | 1. у гр. 1 | 7,46 ЛРС |           |        |
| Жером Клавје          | Скок мотком  | 5,81         |               |               |            |            | 5,55     | =12. / 14 |        |
| Рено Лавилени         | Скок мотком  | 6,16 СР, НР  | 6,02 РСР      |               |            |            |          |           |        |
| Кафетјен Гоми         | Скок удаљ    | 8,23         | 7,88          | 9 / 13 (14)   |            |            |          |           |        |
| Бенжамен Кампаоре     | Троскок      | 17,14        | 17,09 ЛРС     |               |            |            |          |           |        |
| Аролд Кореа           | Троскок      | 16,94        | 16,30         | 9 / 16        |            |            |          |           |        |

#### Седмобој
| Дисциплина   | Жереми Левије | Жереми Левије | Жереми Левије | Жереми Левије | Жереми Левије | Жереми Левије |
| Дисциплина   | Лич. рек.     | Рез.          | Бод.          | Плас.         | Укупно        | Плас.         |
| ------------ | ------------- | ------------- | ------------- | ------------- | ------------- | ------------- |
| 60 м         | 6,84          | 7,02          | 875           | 5.            | 875           | 5.            |
| Скок удаљ    | 7,36          | 7,14          | 847           | 9.            | 1.722         | 7.            |
| Бацање кугле | 15,10         | 14,04         | 731           | 7.            | 2.453         | 8.            |
| Скок увис    | 1,97          | 1,87          | 687           | 11.           | 3.140         | 9.            |
| 60 м препоне | 8,14          | 8,24          | 922           | 8.            | 4.062         | 9.            |
| Скок мотком  | 4,65          | 4,60          | 790           | 8.            | 4.852         | 10.           |
| 1.000 м      | 2:35,89       | 2:36,15 ЛРС   | 917           | 4.            | 5.769         | 8.            |
| Укупно       | 5.997         |               |               |               | 5.769         | 8 / 10 (11)   |

### Жене
| Атлетичарка       | Дисциплина | Лични рекорд | Квалификације | Квалификације | Полуфинале            | Полуфинале            | Финале                | Финале       | Детаљи |
| Атлетичарка       | Дисциплина | Лични рекорд | Резултат      | Место         | Резултат              | Место                 | Резултат              | Место        | Детаљи |
| ----------------- | ---------- | ------------ | ------------- | ------------- | --------------------- | --------------------- | --------------------- | ------------ | ------ |
| Карол Захи        | 60 м       | 7,18         | 7,36 (,353)   | 5. у гр. 6    | Није се квалификовала | Није се квалификовала | Није се квалификовала | 25 / 44 (45) |        |
| Џенин Асани Исоуф | Троскок    | 14,17        |               |               |                       |                       | 14,07                 | 7 / 14 (55)  |        |